# Ashland (Maine)
Pour les articles homonymes, voir Ashland.
Ashland est une ville située dans l’État américain du Maine, dans le comté d’Aroostook. 

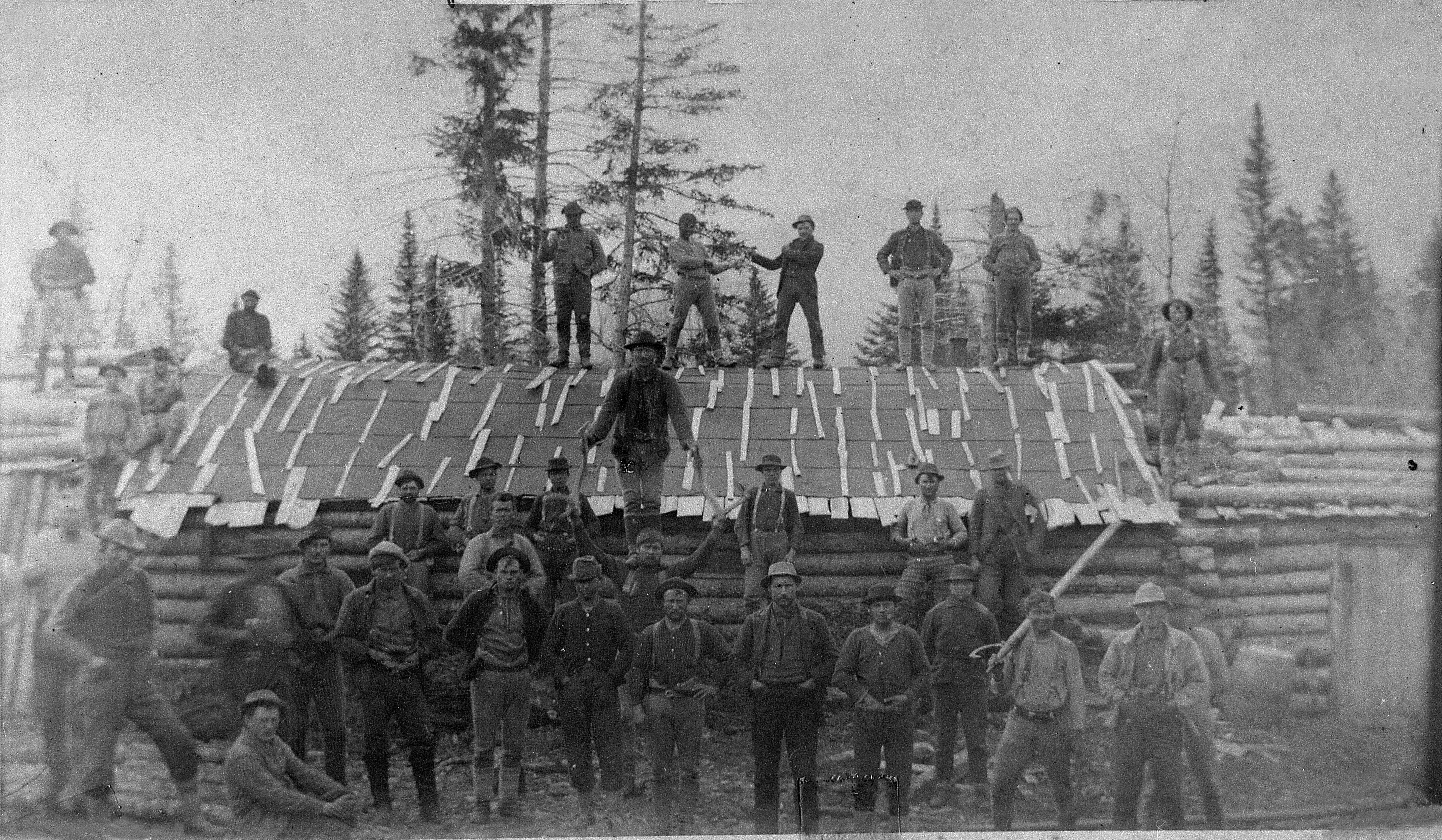
Russell Camp Maine vers 1900